# GRAVITY 0
「GRAVITY Ø」（グラヴィティ ゼロ）は、Aqua Timezの12枚目のシングルである。2010年10月13日発売。

## 概要
- 前作「絵はがきの春」以来、9か月ぶりとなるシングル。MBS・TBS系アニメ『STAR DRIVER 輝きのタクト』オープニングテーマとなっている。
- アニメのタイアップは「Velonica」以来となる。
- 収録曲「ポケットの中の宇宙」で録音されている口笛はギターの大介のもの。(公式ブログより)
- シングルがTOP5に入るのは「Velonica」以来となった。

## 収録曲
全曲　作詞：太志、作曲・編曲：Aqua Timez
1. GRAVITY Ø [5:05]
  - MBS・TBS系アニメ『STAR DRIVER 輝きのタクト』オープニングテーマ
  - メロディーはTASSHIが作成した。
2. 月のカーテン [5:15]
3. ポケットの中の宇宙 [4:30]
4. GRAVITY Ø -Instrumental- [5:03]